# Boccardia proboscidea
Boccardia proboscidea is een borstelworm uit de familie Spionidae. Het lichaam van de worm bestaat uit een kop, een cilindrisch, gesegmenteerd lichaam en een staartstukje. De kop bestaat uit een prostomium (gedeelte voor de mondopening) en een peristomium (gedeelte rond de mond) en draagt gepaarde aanhangsels (palpen, antennen en cirri).
Boccardia proboscidea werd in 1940 voor het eerst wetenschappelijk beschreven door Hartman.

## Verspreiding
Boccardia proboscidea is een borstelworm die van nature voorkomt in de noordoostelijke Stille Oceaan. Tegenwoordig komt de soort ook voor in tal van gematigde streken, waaronder België (sinds 2011), Nederland, Schotland en Spanje. De borstelworm is wellicht in Europa geïntroduceerd via schelpdieren voor aquacultuurdoeleinden, maar transport via scheepvaart behoort ook tot de mogelijkheden. Hij kan matten vormen die inheemse invertebraten verdringen en kan op deze manier een gevaar vormen voor de biodiversiteit.